# Hugh Binney
Pour les articles homonymes, voir Binney.
Hugh Binney, né le 8 décembre 1883 à Douglas (île de Man) et mort le 9 janvier 1953 à Colchester est un amiral de la Royal Navy qui fut aussi gouverneur de Tasmanie de 1945 à 1951.